# Kostel svatého Václava (Křakov)
Kostel svatého Václava je dominantou obce Křakov spadající pod obec Mířkov. Nedaleko se nachází chráněná krajinná oblast Sedmihoří. Kostel je vybudován na mírně vyvýšenině v centru obce a je obklopen zbytky hřbitovní zídky. Chrám se nachází v blízkosti Křakovského potoka.

## Stavební fáze
Kostel sv. Václava je původní gotický kostel postavený v první čtvrtině 14. století. Jádro stavby, tedy severní zeď lodi s portálem, pochází z doby kolem roku 1340. V období renesance byla přistavěna sakristie, následovala velká barokní přestavba. Svatyně byla upravena v 17. století a v druhé polovině 19. století.

## Stavební podoba
Kostel sv. Václava je jednolodní stavba s polygonálním chórem, k němuž na severu přiléhá věž. Střechy jsou sedlové a valbové, zakryté taškami. Na věži je eternitem pobitý jehlan. Průčelí jsou hladce omítaná, ukončená profilovanou hlavní římsou. Okna lodi i chóru jsou podélná s půlkruhovými záklenky mají hladké špalety bez rámování. V ose západního průčelí, ukončeno hladkým trojúhelným štítem se stylizovanou „mušlí a božím okem“, je lomený profilovaný portál s vysokou, dvakrát odstupňovanou patkou. V severní stěně lodi je jednoduchý boční portál. Dvoupatrová věž je hladce omítaná, pouze poslední patro má členění s lizénovým rámováním a ukončuje ho fabionová římsa. Úzká okna posledního patra věže mají půlkruhové záklenky. Interiér lodi je osvětlený třemi páry oken a je hladce omítaný. Interiér kryje rákosový strop a tři páry lunet. V západní části je kruchta na dvou polygonálních sloupcích, spojených segmentovými archivoltami. Triumfální oblouk je lomený. Chór je zaklenut jedním polem a závěrem křížové klenby, jejíž klínová vyžlabená žebra dosedají v závěru na jehlancové konzoly. V jeho severní zdi je vsazen sanktuář, zasazený do kamenné, lomeným obloukem zakončené, desky, jejíž plochu pokrývají na boku fiály, ve středu je křížová kytice, provedená v mělkém hrubém reliéfu. Po levé straně sanktuáře je umístěn portál s půlkruhovým záklenkem, vedoucí do sakristie, umístění v podvěží. Má valenou klenbu s lunetami.